# Brachythecium asperrimum
Brachythecium asperrimum là một loài Rêu trong họ Brachytheciaceae. Loài này được (Mitt. ex Müll. Hal.) Sull. mô tả khoa học đầu tiên năm 1874.